# Scherwiller
Scherwiller – miejscowość i gmina we Francji, w regionie Grand Est, w departamencie Dolny Ren.
Według danych na rok 1990 gminę zamieszkiwało 2278 osób, a gęstość zaludnienia wynosiła 126 osób/km² (wśród 903 gmin Alzacji Scherwiller plasuje się na 110. miejscu pod względem liczby ludności, natomiast pod względem powierzchni na miejscu 89.).